# نیکولاس رودریگس
نیکولاس رودریگس (اسپانیایی: Nicolás Rodríguez‎؛ زادهٔ ۳۰ آوریل ۱۹۹۱) قایقران قایق بادبانی اهل اسپانیا است.
وی در مسابقات کشوری و بین‌المللی در مجموع برندهٔ ۱ مدال برنز شده‌است.